# Tevita Li
Pour les articles homonymes, voir Li.

a Compétitions nationales et continentales officielles uniquement.

b Matchs officiels uniquement.
Dernière mise à jour le 1 juin 2025.
Tevita Li, né le 23 mars 1995 à Auckland (Nouvelle-Zélande), est un joueur néo-zélandais d'origine tongienne de rugby à XV, évoluant au poste d'ailier. Il joue au sein de l'effectif du Mie Honda Heat à partir de 2023.
De 2013 à 2018 puis en 2022, il joue pour North Harbour en National Provincial Championship, dont il est par ailleurs le meilleur marqueur d'essais de l'ère professionnelle avec 49 réalisations.

## Biographie

### Jeunesse et formation
Tevita Li naît et grandit à Auckland en Nouvelle-Zélande. Il est d'origine tongienne. 
Il étudie à la Massey High School (en) d'Auckland, l'endroit où il joue pour la première fois au rugby à XV. Avec les différentes équipes de l'établissement, il inscrit de nombreux essais et évolue aux postes d'ailier ou d'arrière, auparavant il a également joué au poste de troisième ligne centre.
En catégorie des moins de 20 ans, il joue notamment chez les New Zealand Warriors, un club de rugby à XIII. Durant l'été 2013, il est également retenu pour un camp d'entraînement avec l'équipe de Nouvelle-Zélande de rugby à sept. Il est considéré comme un des joueurs néo-zélandais les plus prometteurs et comme un potentiel futur All Blacks,.

### Carrière professionnelle en Nouvelle-Zélande (2013-2019)
Tevita Li se voit tout d'abord offrir un contrat à temps plein par les Chiefs mais il opte finalement pour la franchise de sa ville de naissance, les Blues. Par la suite, il fait ses débuts avec ces derniers lors d'un match non-officiel contre l'équipe de France en 2013.
Cette même année, il fait ses débuts professionnels sous le maillot de North Harbour en National Provincial Championship (NPC) 2013 (en), alors qu'il est âgé de dix-huit ans et qu'il est encore étudiant. Il marque un essai en quatre matchs lors de cette saison. L'année suivante, il est retenu dans l'effectif des Blues pour la saison 2014 de Super Rugby. Après une pré-saison convaincante, il est retenu sur le banc pour le premier match de la saison contre les Highlanders qui se termine par une défaite 29 à 21 pour les Blues. Il inscrit trois essais en huit matchs pour sa première saison en Super Rugby.
En avril 2014, il est sélectionné par l'équipe de Nouvelle-Zélande des moins de 20 ans pour le Championnat du monde junior disputé en juin. Lors de cette compétition, il inscrit sept essais en cinq matchs.
La saison suivante, il est retenu dans le groupe officiel pour la saison 2014 (en) de NPC. Il prend part à tous les matchs de North Harbour et inscrit trois essais, le club finit à la cinquième place du championnat et manque de peu la qualification en phases finales. La saison 2015 de Super Rugby est plus difficile pour lui, les Blues ne gagnent que trois matchs sur seize et termine la saison à la 14e place. Il ne prend part qu'à sept matchs et ne réussit pas à marquer d'essai. Sa saison est également perturbée par une affaire où il reconnaît avoir conduit sous l'emprise de l'alcool quelques mois auparavant.

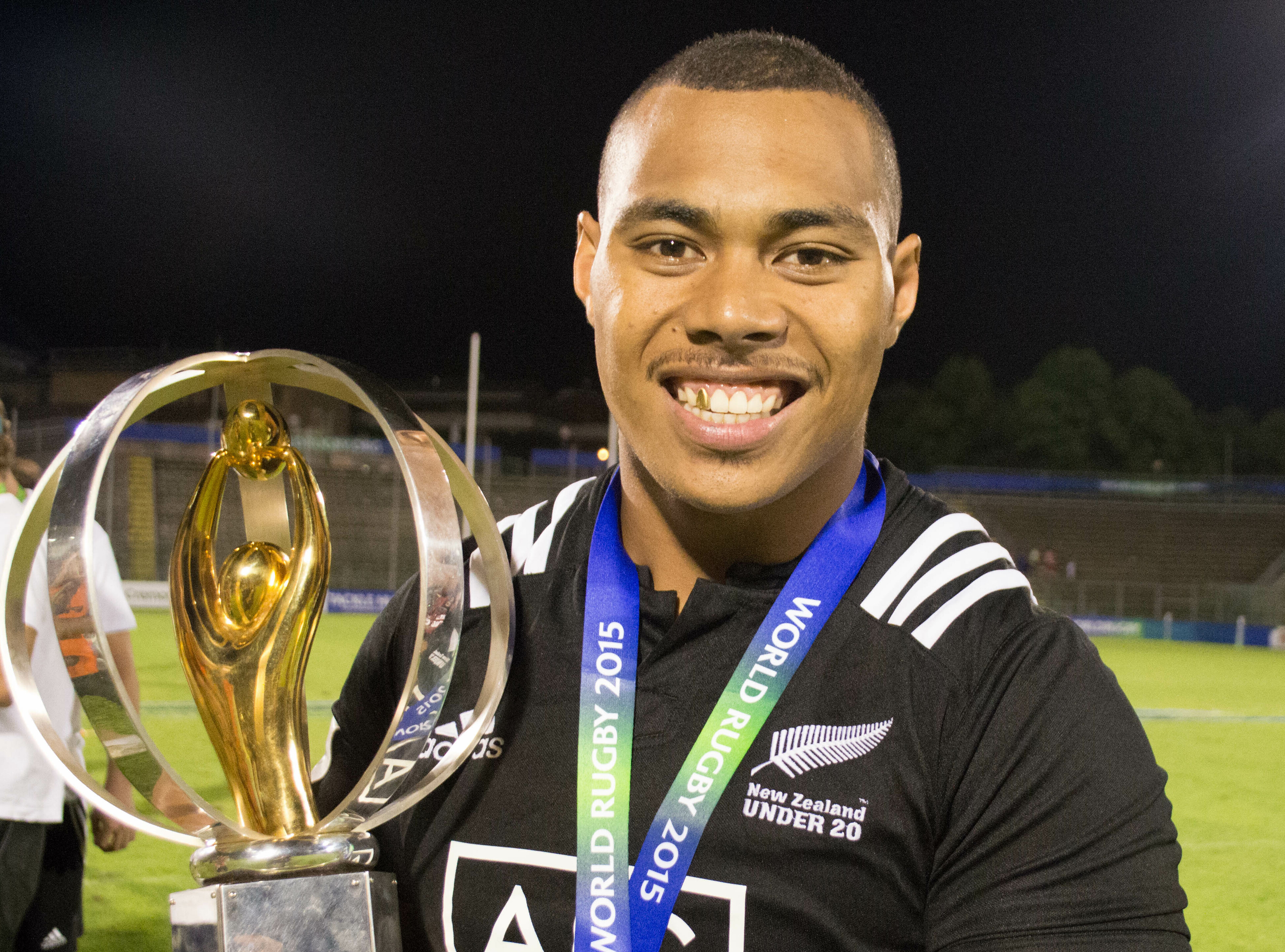
Tevita Li avec le trophée du Championnat du monde junior en 2015.

Également en 2015, il participe à nouveau au Championnat du monde junior et cette fois-ci il remporte la compétition. Durant cette édition, il inscrit six essais en cinq matchs, faisant de lui le meilleur marqueur de la compétition. Avec ces réalisations, il est notamment le meilleur marqueur d'essais de l'histoire de cette compétition avec treize essais, dépassant l'ancien record de dix essais de Zac Guildford. Il est également le meilleur marqueur d'essais de cette sélection avec treize réalisations.
En 2016, pour sa troisième saison chez les Blues, la franchise change d'entraîneur avec la venue de Tana Umaga qui remplace John Kirwan, ce qui permet à Li de jouer beaucoup plus. Les Blues terminent à la onzième place, Li est titularisé lors des quinze matchs de la saison et inscrit quatre essais.
En juin 2016, Li signe un contrat d'une saison avec les champions de la saison 2015, les Highlanders, à partir de la saison 2017. Il reste trois saisons aux Highlanders et inscrit douze essais en trente-six matchs.
En parallèle, il continue de jouer avec North Harbour et en devient un joueur majeur, il dispute les saisons de 2015 (en) à 2018 (en) comme titulaire et est un marqueur d'essais régulier. Durant la saison 2017 (en), il inscrit cinq essais dans la même rencontre lors d'une victoire 64 à 33 contre Taranaki, constituant un record en NPC depuis que la compétition est passée professionnelle en 2006. La dernière fois qu'un quintuplé a été marqué, c'était Sitiveni Sivivatu en 2004 et la compétition n'était donc pas encore professionnelle. Cette saison-là, il termine meilleur marqueur d'essais de la compétition avec onze réalisations.

### Départ au Japon, finaliste du Championnat du Japon, bref retour en Nouvelle-Zélande (depuis 2020)
N'ayant jamais été sélectionné avec les All Blacks, en 2020 il décide de signer pour le club japonais des Tokyo Sungoliath évoluant dans la Top League. Il évolue notamment aux côtés des internationaux néo-zélandais Beauden Barrett, Damian McKenzie et l'international australien Samu Kerevi. Lors de la première journée de Top League 2021, il inscrit un quintuplé contre le club des Mitsubishi Sagamihara Dynaboars, il est élu homme du match et son club remporte la rencontre 75 à 7. À cette même période, n'ayant jamais été retenu par les All Blacks pour disputer des rencontres internationales, Li annonce désirer jouer pour le Japon dès qu'il sera éligible pour la sélection japonaise, selon les règles de résidence de World Rugby, il peut être sélectionné à partir de 2024 et a donc en ligne de mire la Coupe du monde 2027.
Par la suite, son club atteint la finale du Championnat du Japon en 2021 et 2022 mais perd les deux finales, Li ne dispute que la dernière. Durant la saison 2022, en vertu de ses origines tongiennes et des changements de règles d'éligibilités pour les sélections nationales, il annonce être disponible pour jouer avec l'équipe des Tonga. Des paroles en opposition avec ses propos tenus durant l'année précédente.
Il rejoue pour North Harbour en 2022 (en). Avec l'arrière Shaun Stevenson et l'ailier Mark Telea, ils forment tous les trois une ligne d'attaque de qualité. Il inscrit treize essais en dix matchs, terminant meilleur marqueur de la saison, et devient le meilleur marqueur d'essais du NPC avec 49 essais inscrits en 65 matchs,.
Tevita Li est sélectionné par Eddie Jones pour disputer une rencontre de Killik Cup face au XV mondial avec les Barbarians en mai 2023. Il est titulaire lors de ce match et inscrit un essai, contribuant à la victoire 48 à 42 de son équipe.
Durant l'été 2023, il est annoncé qu'il rejoint le Mie Honda Heat à partir de la saison 2023-2024 de la League One,. Il dispute son premier match avec sa nouvelle équipe à l'occasion de la première journée du championnat mais ils s'inclinent lourdement 80 à 15 contre les Kobelco Kobe Steelers. Lors de la saison, il joue sept autres matchs mais n'inscrit pas d'essais.

## Statistiques
| Saison                 | Équipe                 | Compétition            | Matchs | Points | Essais |
| ---------------------- | ---------------------- | ---------------------- | ------ | ------ | ------ |
| 2013                   | North Harbour          | NPC (en)               | 4      | 5      | 1      |
| 2014                   | Blues                  | Super Rugby            | 8      | 15     | 3      |
| 2014                   | North Harbour          | NPC (en)               | 10     | 15     | 3      |
| 2015                   | Blues                  | Super Rugby            | 7      | -      | -      |
| 2015                   | North Harbour          | NPC (en)               | 10     | 20     | 4      |
| 2016                   | Blues                  | Super Rugby            | 15     | 20     | 4      |
| 2016                   | North Harbour          | NPC (en)               | 12     | 35     | 7      |
| 2017                   | Highlanders            | Super Rugby            | 11     | 20     | 4      |
| 2017                   | North Harbour          | NPC (en)               | 9      | 55     | 11     |
| 2018                   | Highlanders            | Super Rugby            | 13     | 20     | 4      |
| 2018                   | North Harbour          | NPC (en)               | 10     | 50     | 10     |
| 2019                   | Highlanders            | Super Rugby            | 12     | 20     | 4      |
| 2020                   | Tokyo Sungoliath       | Top League (en)        | 5      | 30     | 6      |
| 2021                   | Tokyo Sungoliath       | Top League             | 7      | 50     | 10     |
| 2022                   | Tokyo Sungoliath       | League One             | 10     | 45     | 9      |
| 2022                   | North Harbour          | NPC (en)               | 10     | 65     | 13     |
| 2022-2023              | Tokyo Sungoliath       | League One             | 14     | 25     | 5      |
| 2023-2024              | Mie Honda Heat         | League One             | 8      | -      | -      |
| 2024-2025              | Mie Honda Heat         | League One             | 11     | 10     | 2      |
| Total North Harbour    | Total North Harbour    | Total North Harbour    | 65     | 245    | 49     |
| Total Blues            | Total Blues            | Total Blues            | 30     | 35     | 7      |
| Total Highlanders      | Total Highlanders      | Total Highlanders      | 36     | 60     | 12     |
| Total Tokyo Sungoliath | Total Tokyo Sungoliath | Total Tokyo Sungoliath | 36     | 150    | 30     |
| Total Mie Honda Heat   | Total Mie Honda Heat   | Total Mie Honda Heat   | 19     | 10     | 2      |
| Total                  | Total                  | Total                  | 186    | 500    | 100    |

## Palmarès

### En club
- Vainqueur du National Provincial Championship en 2016 (en) avec la province de North Harbour.
- Finaliste du Championnat du Japon en 2021 et 2022 avec les Tokyo Sungoliath

### En sélection nationale
- Vainqueur du Championnat du monde junior en 2015 avec l'équipe de Nouvelle-Zélande des moins de 20 ans.

### Distinctions personnelles
- Meilleur marqueur du Championnat du monde junior en 2015 (6 essais).
- Meilleur marqueur de l'histoire du Championnat du monde junior (13 essais).
- Meilleur marqueur de l'équipe de Nouvelle-Zélande des moins de 20 ans (13 essais).
- Meilleur marqueur du NPC en 2017 (en) (11 essais) et 2022 (en) (13 essais).
- Meilleur marqueur de l'histoire du NPC depuis le passage à l'ère professionnelle (49 essais).